# Pezinské Karpaty
Pezinské Karpaty jsou geomorfologický podcelek Malých Karpat a zabírají velkou část pohoří.

## Vymezení
Nacházejí se ve střední a jižní části pohoří a zabírají asi dvě třetiny jeho celkové rozlohy. Odděluje Podunajskou a Borskou nížinu. Na západě Pezinské Karpaty lemuje Podmalokarpatská sníženina, na severovýchodě navazují Brezovské Karpaty a jihovýchodní okraj sousedí s Trnavskou pahorkatinou, podcelkem Podunajské pahorkatiny. Mezi Pezinkom a Bratislavou je jižním sousedem Podunajská rovina a v jihozápadní části navazují Devínské Karpaty.

## Části
Podcelek se člení na tyto části:
- Homoľské Karpaty
- Kuchynská hornatina
- Stupavské predhorie
- Biele hory
- Smolenická vrchovina
- Lošonská kotlina
- Plavecké predhorie
- Bukovská brázda

## Vybrané vrcholy
- Záruby (768 m n. m.), nejvyšší vrch pohoří
- Vysoká (754 m n. m.)
- Vápenná (752 m n. m.)
- Veľká homola (709 m n. m.)
- Kukla (564 m n. m.)[2]

## Chráněná území
Velká část území je součástí Chráněné krajinné oblasti Malé Karpaty a nachází se zde několik maloplošných vzácných území, mezi nimi: Bratislavský lesní park, národní přírodní rezervace Hajdúchy, Hlboča, Kršlenica, Pohanská, Roštún a Záruby, přírodní rezervace Bolehlav, Buková, Čierna skala, Jurské jezero, Kamenec, Klokoč, Lošonský háj, Pod Pajštúnom, Skalné okno, Strmina, Vysoká a Zlatá studnička, přírodní památka Bukovina, Čertov žľab, Deravá skala, Driny, Limbašská vyvěračka a Tisové skaly a chráněný areál svatojurské hradiště.

## Turismus
Blízkost Bratislavy a snadná dostupnost předurčuje tuto část Malých Karpat být vyhledávanou oddechovou a turistickou zónou. Hustá síť značených tras, více možností volnočasových aktivit, občerstvení, ale zejména hodnotné přírodní a historické lokality lákají množství turistů během celého roku. Územím vede souběžně červeně značená Cesta hrdinů SNP a Štefánikova magistrála, kterou křižují regionální a lokální trasy. Několik tras využívá i touto částí pohoří vedená Mezinárodní Mariánská turistická trasa.